# Liebigsporn
Der Liebigsporn ist ein Bergsporn im ostantarktischen Viktorialand. Er ragt südöstlich des Szanto Spur und nordwestlich des Geipelsteins in die Nordostflanke des Priestley-Gletschers nahe dessen Kopfende hinein. Der Clingman Peak ragt ihm direkt gegenüber an der Südwestflanke des Gletschers auf.
Wissenschaftler der deutschen Expedition GANOVEX IV (1984–1985) benannten ihn nach dem deutschen Geophysiker Volker Liebig (* 1956), der an der Forschungsreise beteiligt war und später als langjähriger ESA-Direktor für Erdbeobachtungsprogramme und Honorarprofessor am Institut für Raumfahrsysteme der Universität Stuttgart fungierte.